# ジョージ・リーヴス
ジョージ・リーヴス（英語: George Reeves, 1914年1月5日 - 1959年6月16日）は、アメリカ合衆国の俳優。ジョージ・リーブスとも表記される。身長188cm。

## 生涯
アイオワ州ウールストックにて、ジョージ・キーファー・ブリューワー（George Keefer Brewer）として生まれる。両親の別居後、母親と共にイリノイ州ゲイルズバーグへ移る。
パサデナ・プレイハウスで演技を学んでいた時にエラノラ・ニードルズと出会い、1940年9月22日に結婚（1949年に離婚）。舞台俳優としてキャリアをスタートし、1939年公開の『風と共に去りぬ』で映画デビュー。1943年にアメリカ軍に召集され、第二次世界大戦に出征。
1951年放送のテレビシリーズ『スーパーマンの冒険』でスーパーマン役を演じ、ブレイクする。1958年に放送終了したが、スーパーマンのイメージが強過ぎて他の役が得られずスランプに陥る。
1959年6月16日、ロサンゼルス市内の自宅寝室でルガーによる射殺死体となって発見された。ソーシャライトのレオノア・レモンとの結婚3日前のことだった。リーヴスの死は自殺と見なす説が有力であるが、他殺説もある。

## 映画化
2006年に『ハリウッドランド』として公開。リーヴス役はベン・アフレックが演じ、ヴェネツィア国際映画祭 男優賞を受賞した。